# Phaenicophaeus
Phaenicophaeus é um gênero de aves da família Cuculidae.
As seguintes espécies são reconhecidas:
- Phaenicophaeus curvirostris (Shaw, 1810)
- Phaenicophaeus pyrrhocephalus (Pennant, 1769)
- Phaenicophaeus sumatranus (Raffles, 1822)
- Phaenicophaeus viridirostris (Jerdon, 1840)
- Phaenicophaeus diardi (Lesson, 1830)
- Phaenicophaeus tristis (Lesson, 1830)